# 鄧超萌

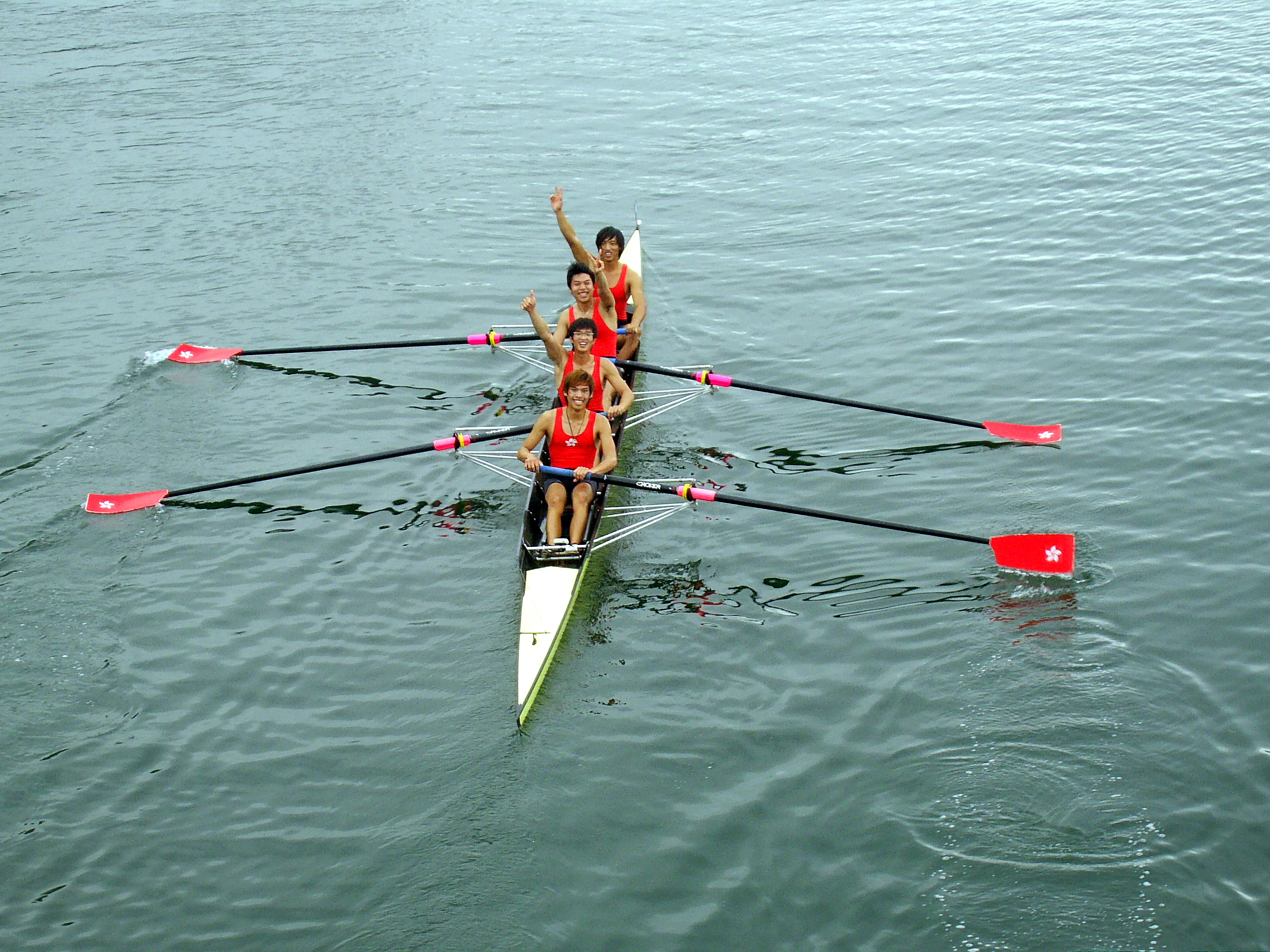
鄧超萌與隊友在2009年東亞運動會賽艇比賽贏得銀牌

鄧超萌（英語：TANG Chiu Mang，1990年7月24日—），香港男子賽艇運動員。

## 簡歷
鄧超萌畢業於香港道教聯合會純陽小學（2004年小六）和香港中文大學校友會聯會陳震夏中學（2009年第三屆中五）。2010年，他代表香港參加亞洲運動會賽艇比賽，伙拍梁俊碩、關騏昌和廖順賢，出戰男子轻量级四人单桨无舵手項目，奪得铜牌。
2011年6月，鄧超萌參加德國漢堡舉行的國際賽艇聯會賽艇世界杯賽事，伙拍關騏昌贏得男子輕量級雙人項目亞軍；這亦是香港賽艇代表隊首個世界杯獎牌。
自2016年3月起，鄧超萌開始與21歲的趙顯臻合作雙人艇，二人都屬於力量型選手。他們首次出戰澳洲公開賽，便已奪得亞軍，其後又在4月進行的資格賽造出最佳時間6分29秒76得季軍，兼奪得里約奧運會的參賽資格。

### 出戰里約奧運會
2016年8月，鄧超萌和趙顯臻代表香港出戰在巴西里約熱內盧舉行的奧林匹克運動會男子輕量級雙人雙槳比賽。他們在初賽以6分45秒05完賽，跌入復活賽；在復活賽中，他們做出7分22秒05，小組得第6名，總成績排第11名，落入準決賽D組；他們在名次賽以6分57秒95小組排名第2，以總排名第19位完成所有賽事。
2018年8月，鄧超萌代表香港參加2018年亞洲運動會賽艇比賽，與周義評、張銘恆、梁俊碩、林新棟、袁潤林、廖賡裕、黃柏恩和黃偉健合作出戰男子輕量級八人艇項目，在決賽以6分14秒46的成績贏得銅牌。

## 外部連結
- 香港體育協會暨奧林匹克委員會 運動員資料[永久]